# Lyse Lemieux
 (avril 2014).
Si vous disposez d'ouvrages ou d'articles de référence ou si vous connaissez des sites web de qualité traitant du thème abordé ici, merci de compléter l'article en donnant les références utiles à sa vérifiabilité et en les liant à la section « Notes et références ».
Lyse Lemieux est une avocate et juge québécoise née en 1936 à Montréal. 
Juge en chef (1996-2004) de la Cour supérieure du Québec. Le 19 août 2004, elle démissionne de son poste après que 2 alcootests subis à la suite d'un accident de la route révèle un taux d'alcool 2 fois supérieur à la limite permise (0.8) ; en 2001, son permis de conduire avait été suspendu pendant 3 mois pour avoir dépassé un autobus scolaire immobilisé (15 points de démérite).